# Centre de les Arts del Circ Rogelio Rivel
El Centre de les Arts del Circ Rogelio Rivel és una institució fundada el 1999 a Barcelona per un col·lectiu d'artistes del circ, dedicada a la formació professional en aquesta disciplina.

## Trajectòria
El 1999, diversos artistes de circ es van unir per a crear un curs pilot de formació en tècniques de circ, amb seu a l'Ateneu Popular de Nou Barris. Després, va donar origen al Centre de les Arts del Circ Rogelio Rivel, que rep el nom de Rogelio Rivel en honor a la seva trajectòria docent. Figuren com a fundadores i directores, Anne Morin i Teresa Celis. És gestionat per l'Associació Rogelio Rivel.
Un any després, el 2000, l'espai es va instal·lar definitivament en uns terrenys cedits pel districte de Nou Barris, situats al costat del Ateneu Popular Nou Barris, en el barri de Les Roquetes. En 2005, es va aixecar una carpa de circ per a complementar l'activitat.
Fa cursos de formació preparatòria en arts del circ. Fou la primera iniciativa reconeguda pel Departament d'Educació de Catalunya per a realitzar el cicle formatiu de grau mitjà i superior en arts de circ.
Des de 2004, és membre de la Federació Europea d'Escoles de Circ (FEDEC).
El 2022 l'Ajuntament de Barcelona al costat de l'Associació Rogelio Rivel va dur a terme la renovació de la carpa de la institució, a causa de la seva deterioració.

## Premis i reconeixements
El 2013 va rebre el Premi Zirkòlika a la millor iniciativa per a la projecció del circ. atorgat per la Revista Zirkòlika.